# Brstovec
Brstovec este o localitate din comuna Semič, Slovenia, cu o populație de 38 de locuitori.